# Ferdinand Sutterlüty
Ferdinand Sutterlüty (* 1962 in Egg, Österreich) ist ein deutscher Soziologe, der sich mit Gewalt- und Kriminalsoziologie, Sozialisation, Familien- und Jugendsoziologie, sozialer Ungleichheit und Exklusion, ethnischen Konflikten sowie mit Religionssoziologie beschäftigt.

## Leben
Ferdinand Sutterlüty studierte zunächst Katholische Theologie an der Universität Innsbruck, dann Soziologie an der Universität Konstanz und der Freien Universität Berlin. Ab 2001 arbeitete er als Wissenschaftlicher Mitarbeiter am Institut für Sozialforschung in Frankfurt am Main, seine weiteren akademischen Stationen führten ihn nach Gießen und Paderborn.
Seit 2012 hat er die Professur mit dem Schwerpunkt Familien- und Jugendsoziologie am Fachbereich Gesellschaftswissenschaften der Johann Wolfgang Goethe-Universität Frankfurt am Main inne. Weiterhin ist Sutterlüty seit dem ersten Jahrgang (2004) Mitherausgeber der interdisziplinären Zeitschrift „WestEnd. Neue Zeitschrift für Sozialforschung“; seit 2007 ist er auch als Mitglied des Kollegiums am Institut für Sozialforschung in Frankfurt tätig. Er nahm Forschungsaufenthalte am Canadian Centre for German and European Studies an der Université de Montréal (2011) und am Centre for Research on Families and Relationships, University of Edinburgh (2015–2016) wahr.
Mit einer empirischen Untersuchung zu „Gewaltkarrieren“ von Jugendlichen machte sich Sutterlüty einen Namen in der sozialwissenschaftlichen Forschung. In dieser auch in der breiteren Öffentlichkeit viel beachteten Studie, die auf Interviews mit jungen Intensiv- und Wiederholungstätern und Täterinnen beruht, entwickelte er neue Konzepte für die Gewaltforschung; unter anderem prägte er die Begriffe „gewaltaffine Interpretationsregimes“, „epiphanische Gewalterfahrung“ und „intrinsische Gewaltmotive“. Auf diese Monographie ließ Sutterlüty zahlreiche Aufsatzpublikationen zur Gewaltforschung sowie einen Band mit Rolf Haubl zur Faszination des Bösen folgen.
Im Kontext eines Forschungsprojekts zu „Negativen Klassifikationen“, das er gemeinsam mit Sighard Neckel durchgeführt hat, entstanden mehrere Publikationen zu abwertenden interethnischen Zuschreibungen und deren Folgen für die Sozialintegration der beteiligten Bevölkerungsgruppen. Sutterlütys Monographie „In Sippenhaft“ erklärt unter anderem das Paradox, dass die Alteingesessenen in ehemaligen Arbeiterquartieren gerade die Aufsteiger unter ihren türkischstämmigen Nachbarn stigmatisieren, obwohl sie sich die Norm der ethnischen Gleichheit zu eigen gemacht haben. Im Umfeld dieser Studie ist auch der gemeinsam mit Peter Imbusch herausgegebene Band „Abenteuer Feldforschung“ entstanden, in dem Sozialwissenschaftlerinnen und Sozialwissenschaftler ihre Erkenntnisse aus verschiedenen gesellschaftlichen Bereichen erfahrungsnah und erzählerisch darbieten.
Seine religionssoziologische Arbeit konzentriert sich aktuell auf die ethnographische Studie „Religiöser Antikapitalismus?“, die er gemeinsam mit seiner Mitarbeiterin Claudia Willms durchführt.
In den vergangenen Jahren hat sich Sutterlüty verstärkt der Familien-, Sozialisations- und Kindheitsforschung zugewandt. Gegenwärtig forscht er zusammen mit Sarah Mühlbacher im Projekt „Paradoxien des Kindeswohls“, in dem kontraproduktive Effekte des Familienrechts und deren Wirkungen auf die Rechtsentwicklung untersucht werden. Aus dem thematischen Feld dieser Studie sind bereits einige Publikationen hervorgegangen, unter anderem der mit Sabine Flick herausgegebene Band „Der Streit ums Kindeswohl“. Zusammen mit Axel Honneth hat Sutterlüty auch programmatisch zum Konzept „normativer Paradoxien“ gearbeitet.
Seit Anfang 2019 war Ferdinand Sutterlüty kommissarischer Direktor des Frankfurter Instituts für Sozialforschung. Zum 1. Juli 2021 übernahm Stephan Lessenich.

## Schriften
- Gewaltkarrieren. Jugendliche im Kreislauf von Gewalt und Missachtung. Frankfurt am Main und New York: Campus Verlag 2002 (2. Auflage 2003), ISBN 3-593-37081-6.
- mit Peter Imbusch (Hg.): Abenteuer Feldforschung. Soziologen erzählen. Frankfurt am Main und New York: Campus Verlag 2008, ISBN 978-3-593-38768-0.
- In Sippenhaft. Negative Klassifikationen in ethnischen Konflikten. Frankfurt am Main und New York: Campus Verlag 2010, ISBN 978-3-593-39050-5.
- mit Rolf Haubl (Hg.): Masken des Bösen. Schwerpunktheft der Zeitschrift „psychosozial“, Jg. 39, Nr. 2. Gießen: Psychosozial-Verlag 2016, ISSN 0171-3434.
- mit Sabine Flick (Hg.): Der Streit ums Kindeswohl. Weinheim und Basel: Beltz Juventa Verlag 2017, ISBN 978-3-7799-3686-2.
- mit Matthias Jung und Andy Reymann (Hg.): Narrative der Gewalt. Interdisziplinäre Analysen. Frankfurt am Main und New York: Campus Verlag 2019, ISBN 978-3-593-50933-4.
- mit E. Kay M. Tisdall (eds): Global Studies of Childhood, Vol. 9, No. 3, Special Issue: Agency, Self-Determination, Autonomy: Questioning Key Concepts of Childhood Studies. London and Melbourne: Sage 2019, ISSN 20436106.
- mit und Almut Poppinga (Hg.): Verdeckter Widerstand in demokratischen Gesellschaften. Frankfurt am Main und New York: Campus Verlag 2022, ISBN 978-3-593-51535-9.
- Widerstehen. Versuche eines richtigen Lebens im falschen. Hamburger Edition, Hamburg 2025, ISBN 978-3-86854-400-8.

### Wichtige Aufsatzpublikationen
- Sutterlüty, Ferdinand: Was ist eine „Gewaltkarriere“?, in: Zeitschrift für Soziologie, Jg. 33, H. 4, 2004, S. 266–284.
- Sutterlüty, Ferdinand: Ist Gewalt rational?, in: WestEnd. Neue Zeitschrift für Sozialforschung, Jg. 1, H. 1, 2004, S. 101–115.
- Neckel, Sighard und Ferdinand Sutterlüty: Negative Klassifikationen. Konflikte um die symbolische Ordnung sozialer Ungleichheit, in: Wilhelm Heitmeyer und Peter Imbusch (Hg.): Integrationspotenziale einer modernen Gesellschaft. Analysen zu gesellschaftlicher Integration und Desintegration. Wiesbaden: Verlag für Sozialwissenschaften 2005, S. 409–428.
- Sutterlüty, Ferdinand und Ina Walter: Übernahmegerüchte. Klassifikationskämpfe zwischen türkischen Aufsteigern und ihren deutschen Nachbarn, in: Leviathan, Jg. 33, H. 2, 2005, S. 182–204.
- Sutterlüty, Ferdinand: The Belief in Ethnic Kinship: A Deep Symbolic Dimension of Social Inequality, in: Ethnography, Vol. 7, No. 2, 2006, pp. 179–207.
- Sutterlüty, Ferdinand und Sighard Neckel: Bashing the Migrant Climbers: Interethnic Classification Struggles in German City Neighborhoods, in: International Journal of Urban and Regional Research, Vol. 30, No. 4, 2006, pp. 798–815.
- Sutterlüty, Ferdinand: Lerntheoretische Fehlschlüsse in Aggressionsforschung und Gewaltprävention, in: Mario Gollwitzer et al. (Hg.): Gewaltprävention bei Kindern und Jugendlichen. Aktuelle Erkenntnisse aus Forschung und Praxis. Göttingen: Hogrefe 2007, S. 75–88.
- Sutterlüty, Ferdinand: The Genesis of Violent Careers, in: Ethnography, Vol. 8, No. 3, 2007, pp. 267–296.
- Sutterlüty, Ferdinand: The Paradox of Ethnic Equality, in: European Journal of Sociology, Vol. 51, No. 1, 2010, pp. 33–53.
- Honneth, Axel und Ferdinand Sutterlüty: Normative Paradoxien der Gegenwart – eine Forschungsperspektive, in: WestEnd. Neue Zeitschrift für Sozialforschung, Jg. 8, H. 1, 2011, S. 67–85.
- Sutterlüty, Ferdinand: Christliche Deutungen sozialer Ungleichheit, in: Oliver Berli und Martin Endreß (Hg.): Wissen und soziale Ungleichheit. Weinheim und Basel: Beltz Juventa 2013, S. 126–148.
- Sutterlüty, Ferdinand: The Hidden Morale of the 2005 French and 2011 English Riots, in: Thesis Eleven, Vol. 121, No. 1, 2014, pp. 38–56.
- Sutterlüty, Ferdinand: Die Waffen der Schwachen. Widerstandskulturen im Werk von James C. Scott, in: WestEnd. Neue Zeitschrift für Sozialforschung, Jg. 11, H. 1, 2014, S. 131–146.
- Sutterlüty, Ferdinand: What the Situation Explains: On Riotous Violence, in: Daniel Ziegler, Marco Gerster and Steffen Krämer (eds): Framing Excessive Violence: Discourse and Dynamics. Basingstoke: Palgrave Macmillan 2015, pp. 59–79.
- Sutterlüty, Ferdinand: The Role of Religious Ideas: Christian Interpretations of Social Inequalities, in: Critical Sociology, Vol. 42, No. 1, 2016, pp. 33–48.
- Sutterlüty, Ferdinand: Normative Paradoxes of Child Welfare Systems: An Analysis with a Focus on Germany, in: International Journal of Children’s Rights, Vol. 25, No. 1, 2017, pp. 196–230.
- Sutterlüty, Ferdinand und Sarah Mühlbacher: Prekäre Autonomie ‒ Kinderrechte zwischen Selbstbestimmung und Fürsorge, in: Berliner Debatte Initial, Jg. 28, H. 2, 2017, S. 32–45.
- Sutterlüty, Ferdinand: Fallstricke situationistischer Gewaltforschung, in: WestEnd. Neue Zeitschrift für Sozialforschung, Jg. 14, H. 2, 2017, S. 139–155.
- Sutterlüty, Ferdinand: Kindeswohl: Verkehrtes Recht, in: Zeitschrift für Pädagogik, Beiheft 64 „Sexuelle Gewalt in Kindheit und Jugend“, hg. v. Sabine Andresen und Rudolf Tippelt, 2018, S. 54–66.
- Sutterlüty, Ferdinand und Sarah Mühlbacher: Wider den Triadismus, in: WestEnd. Neue Zeitschrift für Sozialforschung, Jg. 15, H. 2, 2018, S. 119–137.
- Sutterlüty, Ferdinand: Drogen und Gewalt: Eine vielschichtige und unbeständige Verbindung, in: Robert Feustel, Henning Schmidt-Semisch und Ulrich Bröckling (Hg.): Handbuch Drogen in sozial- und kulturwissenschaftlicher Perspektive. Wiesbaden: Springer VS 2019, S. 293–305.
- Jung, Matthias, Andy Reymann und Ferdinand Sutterlüty: Narrative der Gewalt: Eine Einleitung, in: Ferdinand Sutterlüty, Matthias Jung und Andy Reymann (Hg.): Narrative der Gewalt. Interdisziplinäre Analysen. Frankfurt am Main und New York: Campus 2019, S. 9–29.
- Sutterlüty, Ferdinand and E. Kay M. Tisdall: Agency, Self-Determination, Autonomy: Questioning Key Concepts of Childhood Studies (Special Issue Editorial), in: Global Studies of Childhood, Vol. 9, No. 3, 2019, pp. 183–187.
- Mühlbacher, Sarah and Ferdinand Sutterlüty: The Principle of Child Autonomy: A Rationale for the Normative Agenda of Childhood Studies, in: Global Studies of Childhood, Vol. 9, No. 3, 2019, pp. 249–260.
- Sutterlüty, Ferdinand: Das strukturelle Gewaltpotential der Familie, in: WestEnd. Neue Zeitschrift für Sozialforschung, Jg. 17, H. 1, 2020, S. 93–102.
- Sutterlüty, Ferdinand: Ins Feld gehen oder eine weiße Weste behalten?, in: Psyche, Jg. 74, H. 7, 2020, S. 528–535.
- Sutterlüty, Ferdinand: Reconstructive Critique: A Demonstration Encompassing Two Areas of Research, in: Azimuth, Vol. 8, No. 16: Critical Theory Today. An Old Paradigm for New Challenges?, ed. by Gianluca Cavallo and Giorgio Fazio, 2020, pp. 35–55.
- King, Vera und Ferdinand Sutterlüty: Einleitung zum Themenschwerpunkt „Destruktivität und Regression im Rechtspopulismus“, in: WestEnd. Neue Zeitschrift für Sozialforschung, Jg. 18, H. 1, 2021, S. 69–72.
- Sutterlüty, Ferdinand: Destruktivität des Rechtspopulismus, in: WestEnd. Neue Zeitschrift für Sozialforschung, Jg. 18, H. 1, 2021, S. 73–86.
- Sutterlüty, Ferdinand: Gewalt in der Familie, in: Jutta Ecarius und Anja Schierbaum (Hg.): Handbuch Familie, Bd. I. Wiesbaden: Springer VS 2022, S. 707–723.
- Sutterlüty, Ferdinand: Einleitung, in: Ferdinand Sutterlüty und Almut Poppinga (Hg.): Verdeckter Widerstand in demokratischen Gesellschaften. Frankfurt am Main und New York: Campus 2022, S. 9–29.
- Mühlbacher, Sarah und Ferdinand Sutterlüty: Kindliche Autonomie: Konturen einer normativen Agenda für die Childhood Studies, in: Claudia Scheid, Mirja Silkenbeumer, Boris Zizek und Lalenia Zizek (Hg.): Sozialisationstheorie und -forschung revisited. Ein Paradigma im Lichte der neuen Kindheits- und Jugendforschung. Wiesbaden: Springer VS 2023, S. 61–78.
- Sutterlüty, Ferdinand: Soziologie und performative Kritik bei Siegfried Kracauer. Auf der Suche nach den Konstruktionsfehlern der Wirklichkeit, in: Leviathan, Jg. 51, H. 1, 2023, S. 39–52.
- Sperneac-Wolfer, Christian, Andrei Botorog and Ferdinand Sutterlüty: ›Slaves‹ without Coercion? Work-Related Classification Patterns among Romanian Migrant Workers, in: Sociologie Românească, Vol. 21, No. 1, 2023, pp. 55–74.
- King, Vera, Katarina Busch, Mardeni Simoni und Ferdinand Sutterlüty: Triumph des Misstrauens. Normalisierte Spaltungen in der Coronakrise, in: Psyche, Jg. 77, Nr. 12, 2023, S. 1049–1073.